# Anastassija Djejewa

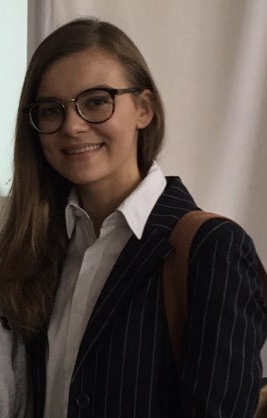
Anastasija Djejewa beim Inspiration Lab „Ich kann!“ 2018 in Charkiw, Ukraine

Anastassija Jewhenijiwna Djejewa (ukrainisch Анастасія Євгеніївна Дєєва; geboren am 2. März 1992 in Oster, Oblast Tschernihiw, Ukraine als Anastassija Schmalko) war von 2016 bis 2017 stellvertretende Innenministerin für europäische Integration und Initiatorin der Einrichtung einer institutionsübergreifenden Arbeitsgruppe für die Umsetzung der Resolution 1325 des Sicherheitsrates der Vereinten Nationen über „Frauen, Frieden und Sicherheit“, und des Polizeinetzwerks gegen häusliche Gewalt POLINA.

## Leben

### Familie und Ausbildung
Anastassijas Vater ist Direktor eines großen Pharmaunternehmens. Er schickte Anastassija in ein nach England, in der Nähe von Manchester. Sie spricht daher fließend Englisch und Französisch. Im Jahr 2009 machte sie das Abitur am Klowskyj -Gymnasium in Kiew. Im selben Jahr schrieb sie sich in die Nationale Taras-Schewtschenko-Universität Kiew im Fach Politikwissenschaften ein. 2015 machte sie den Master-Abschluss in Politikwissenschaften an der Nationalen Taras-Schewtschenko-Universität Kiew. Ihre Abschlussarbeit hatte die Entwicklung der Zivilgesellschaft zum Thema.
2016 heiratete sie Heorhij Djejew, einen Geschäftsmann und Co-Leiter der in Kiew ansässigen Werbeagentur für digitale Kommunikation Volta.

### Erste Berufserfahrungen
Nach dem Abitur erhielt Djejewa eine Stelle als Kommunikationsberaterin für die Polizeireform.
Neben dem Studium arbeitete sie von 2012 bis 2013 als Assistentin der Parlamentsabgeordneten in der Werchowna Rada Leonid Koschara und Olena Netezka, die der Partei der Regionen angehören. Von 2013 bis 2014 war sie Assistentin des Sekretärs des Außenministeriums der Ukraine.
Schließlich soll sie kurz die Stelle eines Direktors für internationale Geschäftsentwicklung in Stockholm, Schweden eingenommen haben.

### Rollen im Innenministerium
Im Jahr 2015 kam sie als Programmmanagerin für Kommunikation und Polizeireform im Rahmen des ICITAP-Programms des US-Justizministeriums zum Innenministerium der Ukraine (MIA). Sie arbeitete als Assistentin des stellvertretenden Ministers Eka Zguladze und anschließend als Assistentin des Innenministers der Ukraine Arsen Avakow. Durch Erlass des ukrainischen Premierministers vom 26. Oktober 2016 wurde sie zur stellvertretenden Innenministerin für europäische Integration unter Arsen Avakow ernannt. Zum Zeitpunkt ihrer Ernennung war Djejewa 24 Jahre alt und die erste Frau auf diesem Posten. Sie wurde mit heiklen Themen betraut: der Polizeireform und im Rahmen der UN-Resolution 1325 mit dem Thema häusliche Gewalt.

#### Polizeireform
Laut einer Studie vom März 2017, die in zwölf Städten der Ukraine durchgeführt wurde, lag das Vertrauen der Bevölkerung in die Nationalpolizei bei 43,5 Prozent und in die Streifenpolizei bei 53 Prozent. Die Ergebnisse hatten sich zwar im Vergleich zum Vorjahr verbessert, waren aber noch nicht gut genug. Um die begonnenen Reformen weiter voranzutreiben, wurde in vier ukrainischen Städten ein Schul- und Polizeiprogramm auf den Weg gebracht. Als Mitglied des Polizeireformteams war Djejewa für die Einführung des Patrouillendienstes, für die Kontaktaufnahme mit internationalen Geldgebern und für die Kommunikation der Reform verantwortlich. In diesem Zusammenhang entwickelte sie die Kampagne „My New Police“ und war Initiatorin für die Polizeiarbeit an Schulen.

#### Die UN-Resolution 1325 – Gegen häusliche Gewalt
Djejewa war zudem für die Umsetzung von Projekten zuständig, die auf die europäische Integration, die Gleichstellung der Geschlechter, den Schutz der Menschen- und Bürgerrechte, den Verzicht auf Diskriminierung, die Bekämpfung des Menschenhandels, den umfassenden Schutz von Kindern, die umfassende Zusammenarbeit zwischen Polizei und Gemeinde, die Reform der Servicezentren, des staatlichen Notfalldienstes und des staatlichen Migrationsdienstes.
Am 30. Juni 2017 richtete das Ministerium auf Initiative von Djejewa eine behördenübergreifende Arbeitsgruppe für die Umsetzung der Resolution 1325 des UN-Sicherheitsrates ein. Dabei geht es darum, dass Frauen gleichberechtigt behandelt werden sollen in der Strafverfolgung, bei friedenserhaltenden und friedensschaffenden Maßnahmen, bei der Prävention von Konflikten und Gewalt sowie beim Schutz von Frauen, die Opfer von Gewalt geworden sind. Die Arbeitsgruppe setzte sich aus Vertretern des Ministeriums, ukrainischer staatlicher und öffentlicher Organisationen sowie Experten für Gleichstellungsfragen aus der Europäischen Kommission, der NATO und den Vereinten Nationen zusammen. Die Hauptaufgabe der Arbeitsgruppe bestand darin, den Aktionsplan des ukrainischen Innenministeriums im Rahmen des Nationalen Aktionsplans zur Umsetzung der Resolution 1325 für den Zeitraum 2017 bis 2020 zu entwickeln, der durch eine Verordnung des Ministerkabinetts der Ukraine genehmigt wurde.
Im Rahmen der Umsetzung der Resolution 1325 des UN-Sicherheitsrats zur Verhütung von Gewalt und zum Schutz von Frauen und Mädchen, die von Konflikten betroffen sind, initiierte und präsentierte Anastasija Djejeva die Pilotphase der Policia Medica Mondiale gegen häusliche Gewalt mit dem Codenamen POLINA. Ziel des Projekts ist die Schaffung eines wirksamen Systems zur Aufdeckung von, Reaktion auf und Bekämpfung von häuslicher Gewalt sowie zur Wiederherstellung des Vertrauens der Öffentlichkeit in die Polizei. Die wichtigste Innovation des Projekts ist ein klarer Algorithmus für die Interaktion zwischen 102 Betreibern, Streifendiensten und Sozialdiensten zur schnellen Reaktion und Prävention von häuslicher Gewalt.
Die Einheit arbeitete in Form von mobilen Polizeiteams, denen Vertreter des Streifendienstes, der Jugendprävention, Ermittler und Sozialarbeiter angehörten. Das Team reagierte direkt auf Vorfälle von häuslicher Gewalt, nachdem es vom Streifendienst benachrichtigt wurde, der die Umstände am Ort des Geschehens klärte. Die Reaktion des Personals wurde von Fall zu Fall festgelegt und kann die Inhaftierung des Täters, die Befragung oder die Überweisung der Opfer an spezielle Einrichtungen umfassen.
Die Pilotphase des Projekts begann am 12. Juni 2017 in Kiew, Odessa und Sjewjerodonezk. Die Ergebnisse des Pilotprojekts sollten im Januar 2018 bekannt gegeben werden, woraufhin das Innenministerium die Ausweitung des Projekts auf das gesamte Gebiet der Ukraine plante.

### Rücktritt
Die Jugend von Djejewa schürte Misstrauen in der Bevölkerung, zudem war sie die erste Frau, die diesen Posten besetzte. Bald konnten Journalisten belegen, dass sie nicht die gesetzlich erforderliche Berufserfahrung von 10 Jahren hatte. Von ihren sieben Jahren Berufserfahrung hatte sie sechs als studienbegleitende Praktika absolviert. Zudem wurde ihr vorgeworfen, dass sie für Abgeordnete der Partei gearbeitete habe, der der ehemalige ukrainische Präsidenten Wiktor Janukowytsch angehörte.
Kurz nach der Ernennung zur stellvertretenden Innenministerin für europäische Integration 2016 wurden Nacktfotos von Djejewa in den sozialen Medien verbreitet. Innenminister Avakow, Anton Heraschtschenko, Djejewas Vorgesetzter und Berater des Innenministers und die stellvertretende Sprecherin der Ukraine, Iryna Heraschtschenko verteidigten sie. Dies erregte auch internationale Aufmerksamkeit.
Am 27. Dezember 2017 wurde Djejewa auf eigenen Wunsch von ihrem Amt als stellvertretende Innenministerin durch das Ministerkabinett entlassen.

### Patientenorganisation „100% Leben“
Seit dem 12. März 2018 ist Djejewa Geschäftsführerin der Patientenorganisation 100% Leben. Es handelt sich um eine Nichtregierungsorganisation, die seit 2001 existiert. Sie ist der Hauptempfänger und Ausführende der Global Fund- und USAID-Projekte in der Ukraine. Die Organisation bietet Dienstleistungen für Patienten und insbesondere für HIV-Infizierte an. Das Motto ist „100% der ukrainischen Patienten sollen 100 % Zugang zu Behandlung haben“.

### Ich kann!
Djejewa unterstützt das Projekt „Ich kann!“. Dabei geht es um die Stärkung der Frau in der Gesellschaft und die Förderung ihrer wirtschaftlichen Unabhängigkeit. Das Projekt orientiert sich an der Methode des Mentoring und bietet Trainings-Einheiten an. Zahlreiche erfolgreiche ukrainische Frauen – Politikerinnen, Journalistinnen, Künstlerinnen, Sportlerinnen, Wissenschaftlerinnen und Unternehmerinnen – haben sich bereit erklärt, Mädchen und jungen Frauen Fragen zu beantworten, Firmenbesuche zu organisieren oder einen Tag in ihrem Arbeitsleben von einer Frau begleitet zu werden. Das Projekt wurde von der Elena Pinchuk Foundation mit Unterstützung der Coca-Cola Foundation ins Leben gerufen. Als Mentorin beschreibt Djejewa ihren Weg durch das Auf und Ab ihrer Entwicklung und wie sie Niederlagen verarbeitet. Sie vertritt die These: „Es gibt keine gläsernen Decken. Die existieren nur in deinem Kopf.“

### Firmengründerin
2018 gründete Djejewa zusammen mit Irina Nikolenko auch die Marke „Raw Flow“, die sich auf die Herstellung von Taschen und Accessoires aus umweltfreundlichem Material spezialisiert hat, das kein Plastik, keine Produkte tierischen Ursprungs enthält und recycelbar ist.